# سكرتير إضافي لحكومة الهند

الهيكل التنظيمي لإدارة حكومة الهند.

سكرتير إضافي (غالبًا ما يتم اختصاره بـ AS أو GoI أو سكرتير الاتحاد الإضافي أو السكرتير الإضافي لحكومة الهند) هو منصب ورتبة ضمن نظام التوظيف المركزي لحكومة الهند تقع سلطة إنشائها على عاتق مجلس وزراء الهند. 
السكرتير الإضافي هو في الغالب موظف مدني محترف من الخدمة الإدارية الهندية،   وهو مسؤول حكومي رفيع المستوى. موظفو الخدمة المدنية الذين يشغلون هذه الرتبة هم إما من جميع خدمات الهند (عند الندب؛ عند التثبيت، بعد التجنيد) أو الخدمة المدنية المركزية. تتم جميع الترقيات والتعيينات في هذه الرتبة مباشرة من قبل لجنة التعيينات في مجلس الوزراء الهندي .

## تاريخ
أعرب السير ريتشارد توتنهام، ذات مرة "في رأيي لا ينبغي أن يكون، أي تمييز في الوظيفة، إلا في الأجر بين السكرتير المشترك والسكرتير الإضافي. ولا ينبغي أن يكون الأمناء الإضافيون والمشتركون إما كبار الأمناء أو نواب الأمناء". 

جواز سفر دبلوماسي هندي وجواز سفر رسمي يصدران بشكل عام للسكرتير الإضافي (GOI).

## الصلاحيات والمسؤوليات والمناصب
السكرتير الإضافي هو المسؤول العام عن الإجراء اللازم للعمل المستقل والمسؤولية لجناح الإدارة المخصص والمكلف به.  كما يمارس سكرتير إضافي الإشراف على جميع الصلاحيات الإدارية كرئيس لجناح الإدارة في الوزارة/الإدارة. 